# Hunså
Hunså är ett vattendrag  på ön Lolland i Danmark  Det ligger i Region Själland, i den sydöstra delen av landet, 120 km sydväst om Köpenhamn.  Hunså börjar som utflöde från sjön Søndersø vid staden Maribo. Den rinner norrut genom den mindre sjön Nørresø och mynnar i Sakskøbing Fjord strax öster om samhället Bandholm.